# Ernst Heigenmooser
Ernst Heigenmooser (auch Ernst Heigenmoser, Heige oder Ernst Heig, * 12. Januar 1893 in München; † 20. August 1963 ebenda) war ein deutscher Grafiker, Werbegrafiker, Illustrator und Exlibris-Künstler. Er signierte zumeist mit „Heig“.

## Werke (Auswahl)
- 1921: Autor von Die Seele des Weines. Trinklieder. Drei Masken, München; kalligraphisch gestaltetes Heft in Schwarz und Rot mit eigenen Illustrationen.
- 1926: Autor des Artikels Kalender und Prospekte. In: Gebrauchsgraphik, München, Jahrgang III, Heft 1.
- 1926: Werbeposter für den „Globetrotter“, J. S. Staedtler, Nürnberg.
- 1926: Werbeposter für Mauxion-Schokolade.
- 1927: Titelblatt von Ottobrunn, ein Münchner Vorort im waldreichen Osten. Festschrift zum 25jährigen Bestehen. Selbstverlag, München (Holzschnitt, signiert „E Heig“).
- 1927: Postkarte An der Ottosäule (Tuschezeichnung, signiert „E H“).